# Mordercze starcie
Mordercze starcie (ang. One in the Chamber) – amerykański film sensacyjny z 2012 roku w reżyserii Williama Kaufmana. Wyprodukowany przez Anchor Bay Entertainment. Zdjęcia kręcono w Braszowie.

## Opis fabuły
Po upadku komunizmu Praga staje się prawdziwą stolicą gangsterów. Gdy płatny morderca Ray (Cuba Gooding Jr.) zabija brata mafijnego bossa, ten zatrudnia rosyjskiego zabójcę Alekseya (Dolph Lundgren). Gdy orientują się oni, że stali się pionkami w gangsterskich porachunkach, postanawiają współpracować.

## Obsada
- Cuba Gooding Jr. jako Ray Carver
- Dolph Lundgren jako Aleksey "The Wolf" Andreev
- Claudia Bassols jako Janice Knowles
- Andrew Bicknell jako Mikhail Suverov
- Catalin Babliuc jako Liev
- Louis Mandylor jako Demyan Ivanov
- Leo Gregory jako Bobby Suverov
- Lia Sinchevici jako Mila
- George Remes jako Gregori
- Alin Panc jako Vlad Tavanian
- Billy Murray jako Leo Crosby
- Florin Roata jako Junior
- Alexandra Murarus jako Nadia
- Aaron McPherson jako Peter

i inni